# Lama del borde de ataque
Una lama del borde de ataque, también llamada aleta o slat,  es una superficie aerodinámica en el borde de ataque del ala de un avión de ala fija. Cuando está replegada, la aleta queda al ras con el resto del ala. Una aleta se despliega deslizándola hacia adelante, abriendo una ranura entre el ala y la aleta. El aire de debajo de la aleta fluye a través de la ranura y reemplaza la capa límite que ha viajado a alta velocidad alrededor del borde de ataque de la aleta, perdiendo una cantidad significativa de su energía cinética debido a la resistencia por fricción superficial. Cuando se despliegan, los slats permiten que las alas funcionen a un ángulo de ataque más alto antes de entrar en pérdida. Con los slats desplegados, un avión puede volar a velocidades más lentas, lo que le permite despegar y aterrizar en distancias más cortas. Se utilizan durante el despegue y el aterrizaje y al realizar maniobras a baja velocidad que pueden llevar al avión cerca de una pérdida. Los slats se retraen en vuelo normal para minimizar la resistencia. 
Los slats son dispositivos de alta sustentación que se utilizan normalmente en aviones destinados a operar dentro de un amplio rango de velocidades. Los sistemas de flaps de borde de salida que se desplazan a lo largo del borde citado son comunes en todos los aviones.

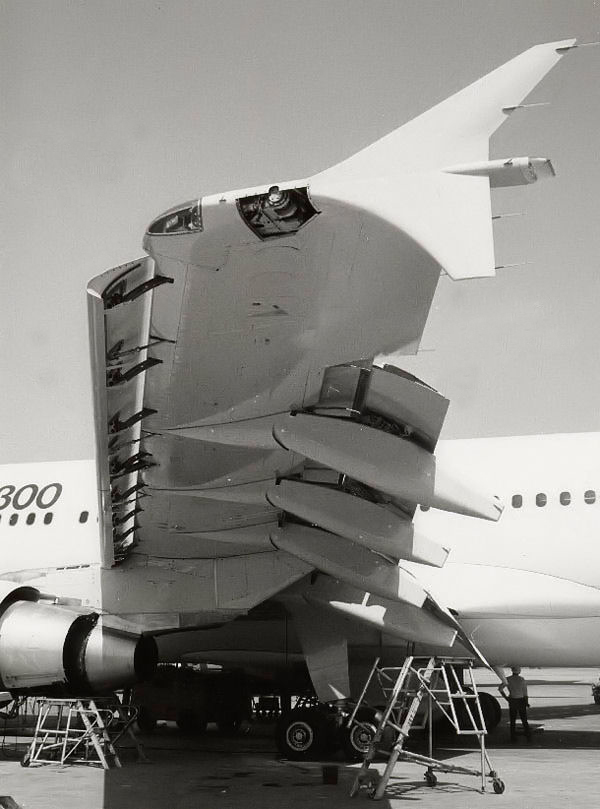
La posición de los slats del borde de ataque en un avión comercial (Airbus A310-300). En esta imagen, los slats están bajados. Obsérvese también los flaps del borde de salida extendidos.

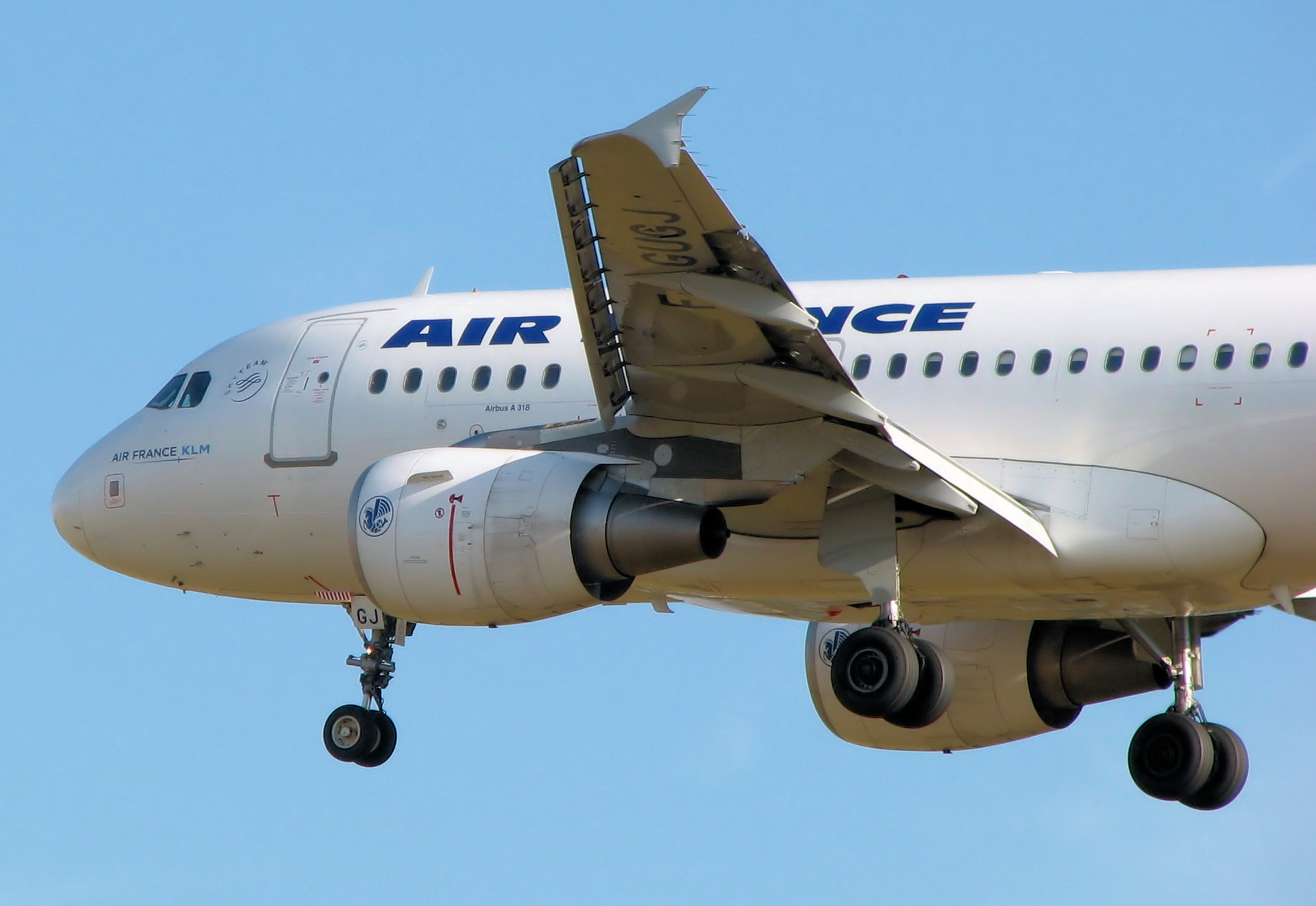
Slats en el borde de ataque de un Airbus A318 de Air France

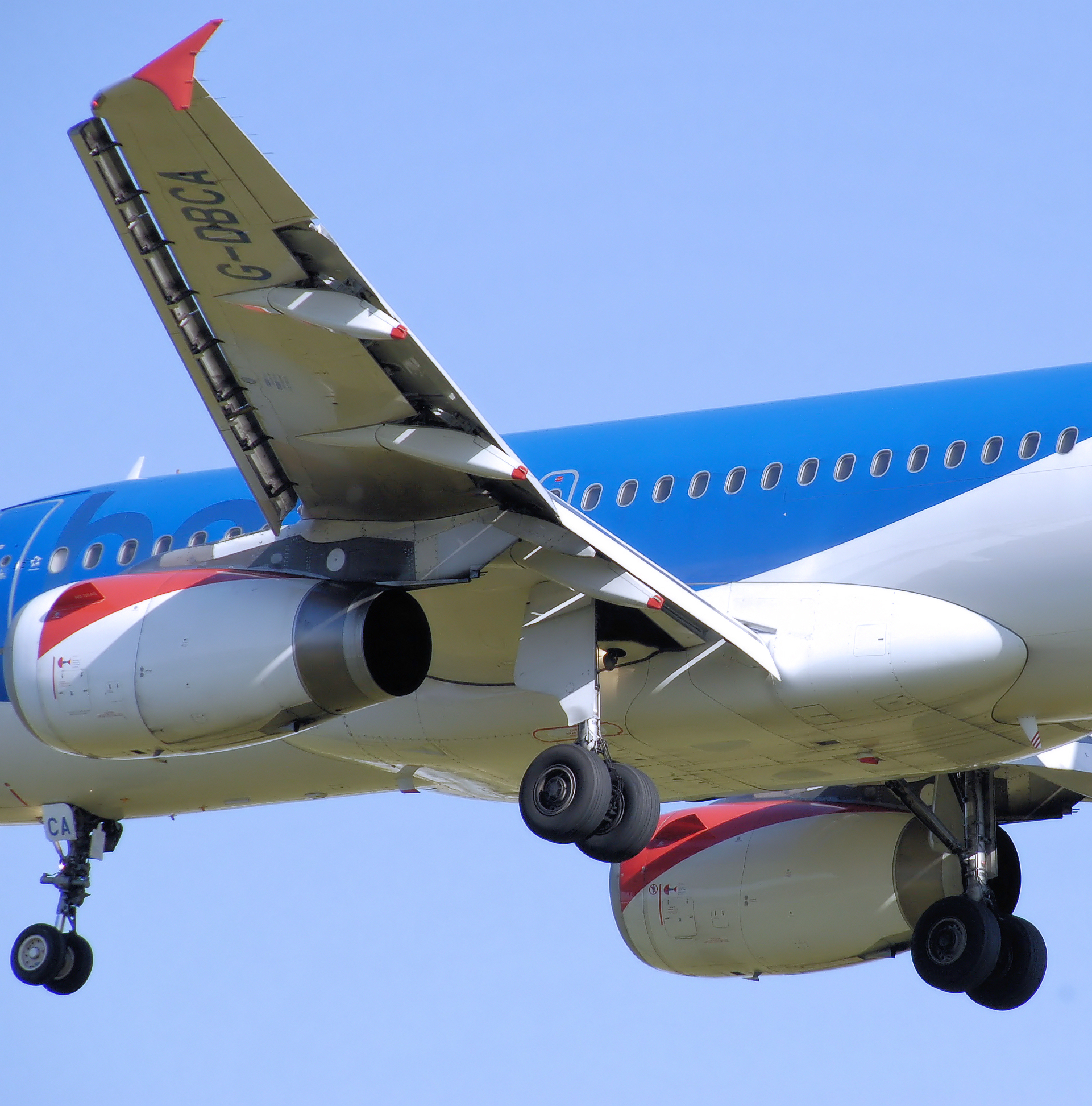
El ala de un Airbus A319-100 aterrizando. Los slats del borde de ataque y los flaps del borde de salida están extendidos.

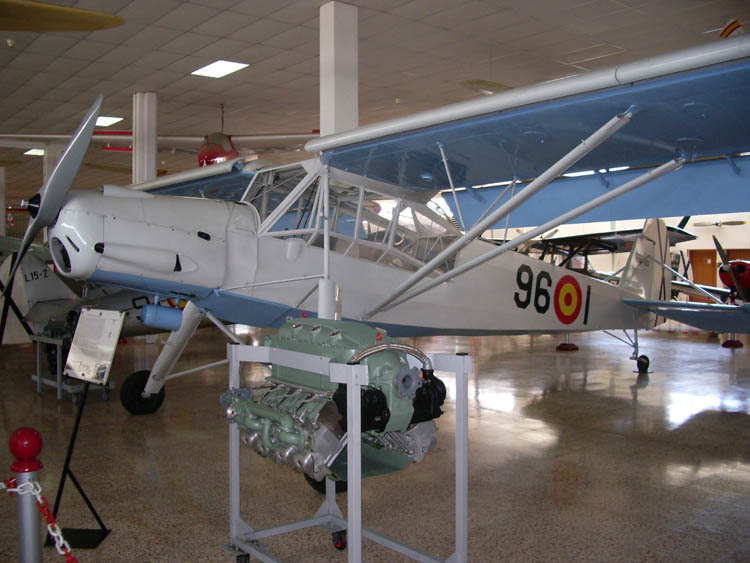
El Fieseler Fi 156 «Storch» tenía ranuras permanentemente extendidas en sus bordes de ataque (slats fijos).

## Tipos
Automáticoslos slats accionados por resortes quedan al ras del borde de ataque del ala, sujetos por la fuerza del aire que actúa sobre ellos. A medida que la aeronave reduce la velocidad, la fuerza aerodinámica se reduce y los resortes extienden los slats. A veces se denominan «slats Handley-Page».
Fijosel slat está permanentemente extendido. A veces se utilizan en aviones especiales de baja velocidad (se denominan ranuras) o cuando la simplicidad prima sobre la velocidad.
Motorizadosla extensión del slat puede ser controlada por el piloto. Se utilizan habitualmente en aviones comerciales.

## Funcionamiento
La cuerda del slat suele ser solo un pequeño porcentaje de la cuerda del ala. Los slats pueden extenderse sobre el tercio exterior del ala o cubrir todo el borde de ataque. Muchos de los primeros personajes aerodinámicos, entre ellos Ludwig Prandtl, creían que los slats funcionarían induciendo una corriente de alta energía al flujo del perfil aerodinámico principal, lo que reactivaba su capa límite y retrasaba la entrada en pérdida. En realidad, el slat no da al aire de la ranura una alta velocidad (en realidad la reduce) y tampoco se puede llamar aire de alta energía, ya que todo el aire fuera de las capas límite reales tiene la misma calor total. Los efectos reales del slat son:
El efecto del slatLas velocidades en el borde de ataque del elemento aguas abajo (ala principal) se reducen debido a la circulación del elemento aguas arriba (slat), lo que reduce los picos de presión del elemento aguas abajo.
El efecto de circulaciónLa circulación del elemento aguas abajo aumenta la circulación del elemento aguas arriba, mejorando así su rendimiento aerodinámico.
El efecto de descargala velocidad de descarga en el borde posterior del slat aumenta debido a la circulación del perfil aerodinámico principal, lo que alivia los problemas de separación o aumenta la sustentación.
Recuperación de la presión fuera de la superficieLa desaceleración de la estela del slat se produce de manera eficiente, sin contacto con una pared.
Efecto de capa límite frescaCada nuevo elemento comienza con una capa límite fresca en su borde de ataque. Las capas límite delgadas pueden soportar gradientes adversos más fuertes que las gruesas. 

## Historia

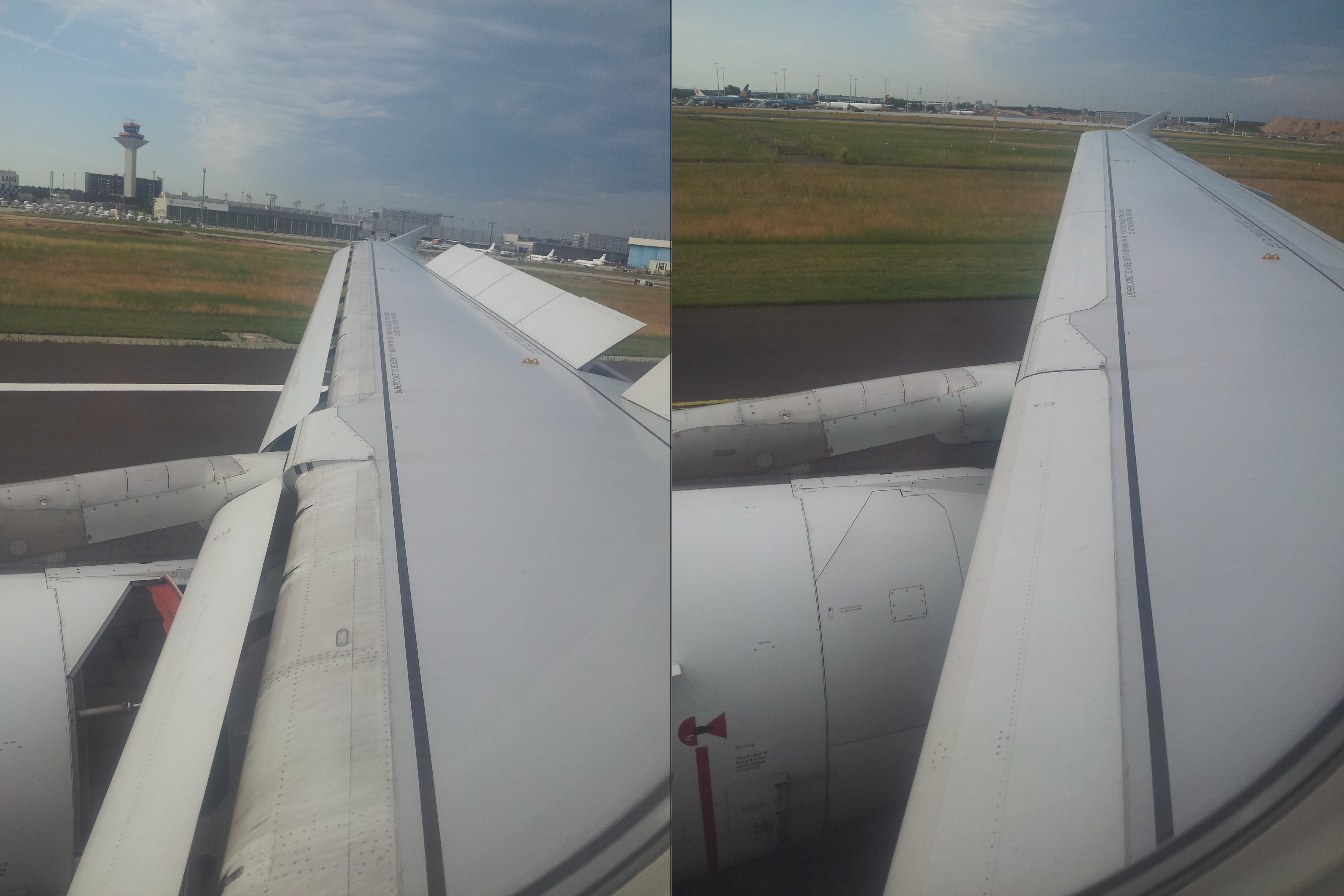
Slats del A319 durante y después del aterrizaje

Los slats fueron desarrollados por primera vez por Gustav Lachmann en 1918. El accidente relacionado con una pérdida de sustentación ocurrido en agosto de 1917 con un avión Rumpler que llevó a Lachmann a desarrollar la idea, y en 1917 se construyó un pequeño modelo de madera en Colonia. En Alemania, en 1918, Lachmann presentó una patente para slats de borde de ataque. Sin embargo, la oficina de patentes alemana lo rechazó en un primer momento, ya que no creía en la posibilidad de posponer la pérdida dividiendo el ala. 
Independientemente de Lachmann, Handley Page Ltd en Gran Bretaña también desarrolló el ala ranurada como una forma de posponer la pérdida de sustentación retrasando la separación del flujo de la superficie superior del ala en ángulos de ataque elevados, y solicitó una patente en 1919; para evitar una impugnación de la patente, llegaron a un acuerdo de propiedad con Lachmann. Ese año, se equipó un Airco DH.9 con slats y se realizaron vuelos de prueba. Más tarde, un Airco DH.9A fue modificado como monoplano con un ala grande equipada con slats en todo el borde de ataque y alerones en el borde de salida (lo que más tarde se denominaría flaps de borde de salida) que podían desplegarse junto con los slats del borde de ataque para probar el rendimiento mejorado a baja velocidad. Más tarde se conoció como el Handley Page H.P.20 Varios años más tarde, tras entrar a trabajar en la empresa aeronáutica Handley-Page, Lachmann fue responsable de varios diseños de aviones, entre ellos el Handley Page Hampden.
La concesión de licencias para el diseño se convirtió en una de las principales fuentes de ingresos de la empresa en la década de 1920. Los diseños originales consistían en una ranura fija cerca del borde de ataque del ala, un diseño que se utilizó en varios aviones STOL.
Durante la Segunda Guerra Mundial, los aviones alemanes solían equiparse con una versión más avanzada del slat que reducía la resistencia aerodinámica al ser empujado hacia atrás contra el borde delantero del ala por la presión del aire, saliendo cuando el ángulo de ataque aumentaba hasta un ángulo crítico. Los slats más destacados de la época pertenecían al Fieseler Fi 156 «Storch» alemán. Eran similares en diseño a los slats retráctiles, pero eran fijos y no retráctiles. Esta característica de diseño permitía al avión despegar con viento flojo en menos de 45 m (150 pies) y aterrizar en 18 m (60 pies). Los aviones diseñados por la empresa Messerschmitt empleaban slats automáticos con resorte en el borde de ataque como norma general, excepto el caza cohete Messerschmitt Me 163B «Komet», diseñado por Alexander Lippisch, que en su lugar utilizaba ranuras fijas integradas en los bordes de ataque exteriores del panel del ala, justo detrás de estos.
Después de la Segunda Guerra Mundial, los slats también se han utilizado en aviones más grandes y, por lo general, funcionan mediante hidráulica o electricidad. Los slats del A-4 Skyhawk estaban accionados por resortes y se desplegaban por la carga del aire por debajo de determinadas velocidades.

## Investigación
Existen varios proyectos de investigación y desarrollo tecnológico para integrar las funciones de los sistemas de control de vuelo, como los alerones, los timones de profundidad, los elevones y los flaps en las alas, con el fin de cumplir la función aerodinámica con las ventajas de reducir la masa, el coste, la resistencia y la inercia (para una respuesta de control más rápida y fuerte), complejidad (mecánicamente más simple, menos piezas o superficies móviles, menos mantenimiento) y sección transversal del radar para el sigilo. Estos pueden utilizarse en muchos vehículos aéreos no tripulados (UAV) y en los aviones de combate de sexta generación. 
Un enfoque prometedor que podría rivalizar con los slats son las alas flexibles. En las alas flexibles, gran parte o toda la superficie del ala puede cambiar de forma en vuelo para desviar el flujo de aire. El Boeing X-53 Active Aeroelastic Wing es un proyecto de la NASA. El ala compatible adaptable es un proyecto militar y comercial.